# 詹姆斯·史密斯·麦克唐纳
詹姆斯·史密斯·麦克唐纳（James Smith McDonnell，1899年4月9日—1980年8月22日）是麦克唐纳飞行器公司的创建者，该公司后同道格拉斯飞行器公司合并成为麦克唐纳·道格拉斯，最终并入波音公司。
麦克唐纳毕业于普林斯顿大学，在麻省理工获得了航空工程专业的科学硕士学位。获得硕士学位后麦克唐纳先后曾在1928年创立了一家名为“J.S. 麦克唐纳及合伙人”的公司。当时他的打算是制造适合家用的私人飞机。但是随后的大萧条迫使其公司破产。麦克唐纳随后到格伦·L·马丁公司工作。1938年麦克唐纳从格伦·L·马丁公司辞职并在次年在圣路易斯创立了自己的麦克唐纳飞行器公司。这家公司很快成为美国空军和海军的主要战斗机提供商。1950年麦克唐纳建立了詹姆士·史密斯·麦克唐纳基金会通过向新一代人提供奖学金和研究经费来“提高生活的质量”。

## 由他設計的飛機
麦克唐纳的飞机经常被赋予超自然的名字，例如:
- 幽靈（Phantom）--FH-1/F-4
- 魔鬼（demon）--F3H
- 小鬼（goblin）--XF-85
- 女妖（banshee）--F2H
- 巫毒（voodoo）--F-101